# Michael Pacher
Michael Pacher (Falzes, intorno al 1435 – Salisburgo, agosto 1498 o comunque nel territorio della sua diocesi) è stato un pittore e intagliatore austriaco.
È considerato uno dei maestri più importanti del Quattrocento austriaco, vero punto di contatto tra arte nordica e costruzione prospettica di tipo rinascimentale italiano.

## Biografia
Sulla vita di Michael Pacher si possiedono poche notizie sicure, perlopiù ricavate da documentazione indiretta, come fatture, contratti e ricevute di vario tipo. La nascita si colloca intorno al 1430 o 1432. È probabile che sia nato a Mühlen, una frazione di Falzes, o a Brunico, dal momento che le prime notizie lo vedono attivo in questa città. Dopo avere iniziato, tra il 1443 e il 1445, il suo apprendistato nelle botteghe della città vecchia (Stadtgasse), e avere completato il primo ciclo di quattro anni di formazione, si recò, come era uso allora, a perfezionarsi per un paio d'anni altrove. Intorno al 1450 lo si trova a Padova, dove entra in contatto con l'arte di Jacopo Bellini, Donatello ed Andrea Mantegna. Il periodo italiano e i contatti avuti con questi importanti artisti, segneranno tutta la sua produzione artistica successiva.
Rientrato a Brunico, dove ottenne la cittadinanza e il titolo di maestro d'arte, si sposò con Ottilia (di cui si ignora il cognome), da cui ebbe almeno un figlio, Hans, che seguì le sue orme come artista, e una figlia, Margarete. Tra gli allievi della sua scuola vi fu anche un Friedrich Pacher che è conosciuto come artista di valore, ma non è chiaro se e in che modo sia imparentato con lui. Gli storici sono orientati a ritenere che fosse un nipote.
Intorno al 1471 deve aver avuto luogo un suo viaggio nelle Fiandre dal momento che si ha notizia di suoi contatti con artisti fiamminghi del tempo. Si hanno anche indizi di un suo soggiorno alla corte ducale di Mantova, forse su chiamata dei Gonzaga.
Negli ultimi tre anni di vita si stabilì a Salisburgo, dove operò e concluse la sua esistenza.

## Opere

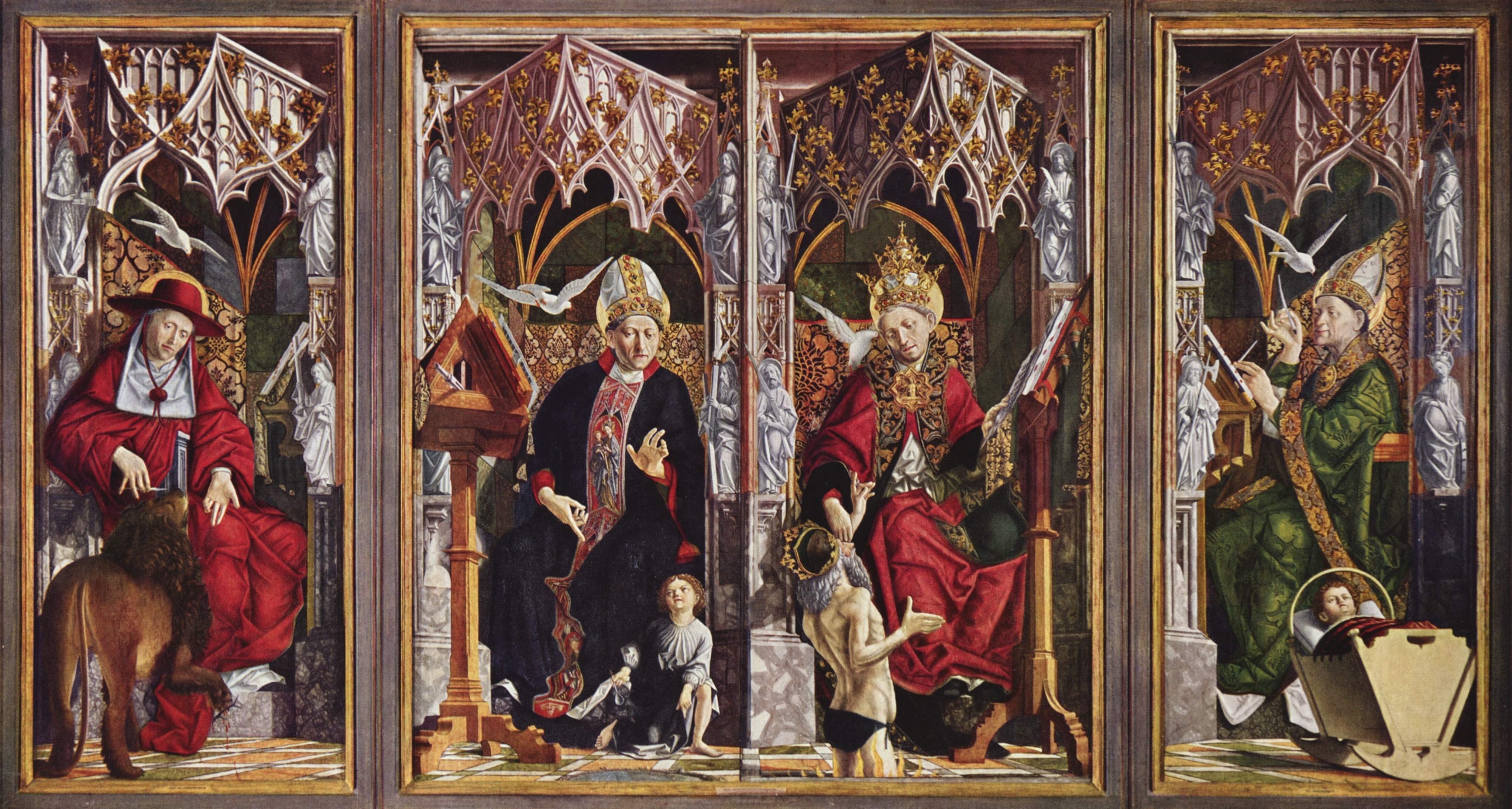
Michael Pacher, «Trittico dei Padri della Chiesa», 1471-1475, tavola, 103 × 91 cm, Alte Pinakothek, Monaco. Da sinistra: San Girolamo, Sant'Agostino, San Gregorio Magno, Sant'Ambrogio.

Partito dallo stile dei maestri sudtirolesi, intorno al 1450 Michael Pacher perviene, sotto l'influsso di Hans Multscher (che lascia un lavoro anche a Vipiteno) e della scuola del Norditalia, in particolare dello scultore Donatello e del pittore Andrea Mantegna, ad un linguaggio artistico nuovo per i territori di lingua tedesca. La prospettiva lineare caratterizza le sue rappresentazioni architettoniche e spaziali. Plasticità, espressione intensa e gesti eloquenti caratterizzano le sue figure. Il suo modo di trattare luci e ombre conferisce alle sue immagini un aspetto realistico. Egli unisce idealmente scultura lignea e pittura.
Le opere più conosciute di Michael Pacher sono le sue preziose pale d'altare, tra cui:
- il Polittico di san Lorenzo, dipinto originariamente per la chiesa parrocchiale di San Lorenzo di Sebato, oggi conservato alla Alte Pinakothek di Monaco di Baviera
- il Polittico dell'Incoronazione di Maria per la Vecchia Parrocchiale di Gries presso Bolzano
- il Trittico di Sankt Wolfgang im Salzkammergut (detto Pacher-Altar)
- il Polittico dei Padri della Chiesa (1471-75) per l'abbazia di Novacella presso Bressanone, oggi conservato nell'Alte Pinakothek di Monaco
- il Polittico della Madonna (1495-98) per la Chiesa dei Francescani di Salisburgo, rimane solo la statua della Madonna.

Tuttavia, solo il polittico di St. Wolfgang si è conservato per intero, mentre le restanti opere principali del Maestro si sono conservate solo parzialmente e si possono osservare, per esempio, nell'Alte Pinakothek di Monaco o nella galleria austriaca del Belvedere di Vienna.
Notevoli esempi di affreschi del Maestro si possono trovare nella importante Basilica romanica del Benediktinerstift Sankt Paul presso Sankt Paul im Lavanttal in Carinzia. In essi Pacher rappresenta un ciclo di raffigurazioni di santi all'interno di volte gotiche, che avevano sostituito i soffitti piatti romanici dopo un incendio.
Infine, molte opere minori del Maestro, spesso riconducibili alla sua scuola, sono disseminate in diversi paesi della Provincia autonoma di Bolzano, in Austria nelle regioni del Tirolo, del Salisburghese e della Carinzia e in Germania in alcune zone della Baviera.